# Lilpop (Familie)
Die Familie Lilpop war eine Industriellendynastie aus Warschau.
Der Ahnherr der Familie war Anton Augustin Lilpop (* 1742; † 1815), ein Uhrmacher aus Graz in Österreich, der in den letzten Jahren der Regierung des Königs August III. nach Warschau einwanderte und 1789 eine Uhrmacherfirma gründete, die als L. M. Lilpop bis zum September 1939 existierte.
Der Stolz der Familie unter Lilpop-Führung war aber eine Maschinenbaufabrik „Lilpop, Rau und Loewenstein“, Industriegesellschaft der Maschinenbauwerke AG in Warschau. Es war der größte Industriebetrieb in dem damaligen Polnischen Königreich sowie nachher im Jahre 1918 im unabhängigen Staat Polen. Erst im Jahre 1944 wurde auch diese Fabrik infolge der Kriegshandlungen total zerstört.
Bekannte Mitglieder der Familie waren:
- Karol Jerzy Lilpop (1781–1833), Goldschmied
- Stanisław Lilpop (* 1817; † 1866), Pionier der Maschinenbauindustrie in Kongresspolen, Gründer der Warschauer Werke Lilpop, Rau i Loewenstein, Erfinder
- Stanisław Wilhelm Lilpop (* 1863; † 1930), Gründer der Stadtgemeinde Podkowa Leśna
- Ludwik F. M. Lilpop (* 1845; † 1905), Ältester der Uhrmacherzunft in Warschau
- Edward August Lilpop (* 1844; † 1911), Warschauer Architekt der Epoche des Historismus
- Stefan Ludwik Lilpop, Sohn des Ludwik (* 1872; † 1923), Uhrmacher und Kunstsammler, Förderer des Theaters.
- Franciszek Lilpop (1870–1937), Warschauer Architekt
- Wacław Lilpop (1887–1949), Urologe, Gründer der polnischen Urologen Gesellschaft
- Jerzy Lilpop (1888–1945), Botaniker, Paläontologe, Kustos der Botanischen Abteilung in Naturmuseum in Krakau
- Zbigniew Lilpop (1917–2007), Elektroingenieur im Bereich der Stadtverkehrsbetriebe